# Isole Togian
Le isole Togian (o Togean) sono un arcipelago comprendente 56 isole e isolette situato nel golfo di Tomini, al largo delle coste del Sulawesi Centrale (Indonesia). Le tre isole maggiori sono Batudaka, Togian e Talatakoh. Sulle isole vi sono in tutto 37 villaggi.

## Geografia
Di origine vulcanica, queste isole sono ricoperte da foresta pluviale e circondate da barriere coralline, che forniscono habitat e siti di riproduzione per tartarughe embricate, tartarughe verdi e dugonghi. Le foreste ospitano macachi di Tonkean e due specie endemiche di uccelli, il gufastore delle Togian (Ninox burhani), scoperto nel 1999, e l'occhialino delle Togian (Zosterops somadikartai), scoperto nel 2008.

## Il Parco Nazionale
Nel 2004, il Governo indonesiano ha dichiarato parte delle isole Togian parco nazionale: il parco comprende 292.000 ettari di area marina (tra cui 132.000 ettari di barriera corallina, la più estesa dell'Indonesia), 70.000 ettari di suolo terrestre e 10.659 ettari di foreste e formazioni di mangrovie.